# 웅촌면
웅촌면(熊村面)은 대한민국 울산광역시 울주군의 면이다.

## 역사
울산이라는 지명의 유래가된 우시산국(于尸山國)의 중심지였던 지역이다. 신라가 우시산국을 정복하고 이 지역에 우화현(于火縣)을 설치하였다. 757년에 우화현을 우풍현(虞風縣)으로 개칭하고 동안군(東安郡, 현재의 서생면)의 영현이 되었다. 고려시대인 940년에 하곡현, 동진현과 함께 흥례부(興禮府)로 통폐합되었다. 흥례부는 995년에 공화현으로 격하되었다가 1018년에 울주(蔚州)로 승격되었고, 1413년에 울산군(蔚山郡)으로 개칭되었다. 웅촌면지역은 울산군 서면 웅촌리로 편제되었다가 숙종대에 방위면인 서면이 폐지되고 웅촌면으로 전환되었다.
- 1894년 웅촌면을 웅상면, 웅하면으로 분면하였다.
- 1906년 웅상면이 양산군에 편입되고 웅하면을 웅촌면으로 개칭하여 현재의 웅촌면이 되었다.
- 1914년 4월 1일 신리동이 청량면에, 대양동 일부가 삼동면에 편입되고 9개리로 개편하였다.

| 개편 전                                                                    | 개편 후        |
| -------------------------------------------------------------------------- | -------------- |
| 곡천동(谷川洞)                                                             | 곡천리(曲泉里) |
| 검단동(檢丹洞), 암곡동(岩谷洞)                                             | 검단리(檢丹里) |
| 은하동(隱下洞), 덕현동(德峴洞), 덕곡동(德谷洞), 용산동(用山)               | 은현리(隱峴里) |
| 고야동(古也洞), 연답동(連畓洞), 와지동(臥旨洞), 갓동(冠洞), 반계동(盤溪洞) | 고연리(古蓮里) |
| 상대동(上大洞), 중대동(中大洞), 하대동(下大洞), 저리동(楮里洞)             | 대대리(大垈里) |
| 초정동(椒井洞), 내기동(內基洞)                                             | 초천리(椒泉里) |
| 통천동(通川洞), 자천동(紫川洞), 자암동(紫岩洞)                             | 통천리(通川里) |
| 석천동(石川洞), 석계동(石溪洞)                                             | 석천리(石川里) |
| 대양동(大陽洞), 오복동(五卜洞)                                             | 대복리(大福里) |
- 1952년 4월 25일 지방 선거가 시행되고 초대 웅촌면의원 11명이 선출되었다.
- 1961년 9월 1일 웅촌면의회가 해산되었다.
- 1962년 6월 1일 울산군 일부에 울산시가 설치되면서 울주군 웅촌면이 되었다.
- 1991년 1월 1일 울주군이 울산군으로 개칭하면서 울산군 웅촌면이 되었다.
- 1995년 1월 1일 울산시·울산군 통합으로 울산시 울주구 웅촌면이 되었다.
- 1997년 7월 15일 울산시가 울산광역시로 승격하면서 울산광역시 울주군 웅촌면이 되었다.

## 행정 구역
웅촌면은 9개 법정리, 26개 행정리, 85개 반으로 구성되어 있다. 인구는 2011년 4월 30일 기준으로 3,751세대 8,685명이다. 면소재지는 곡천리이다.

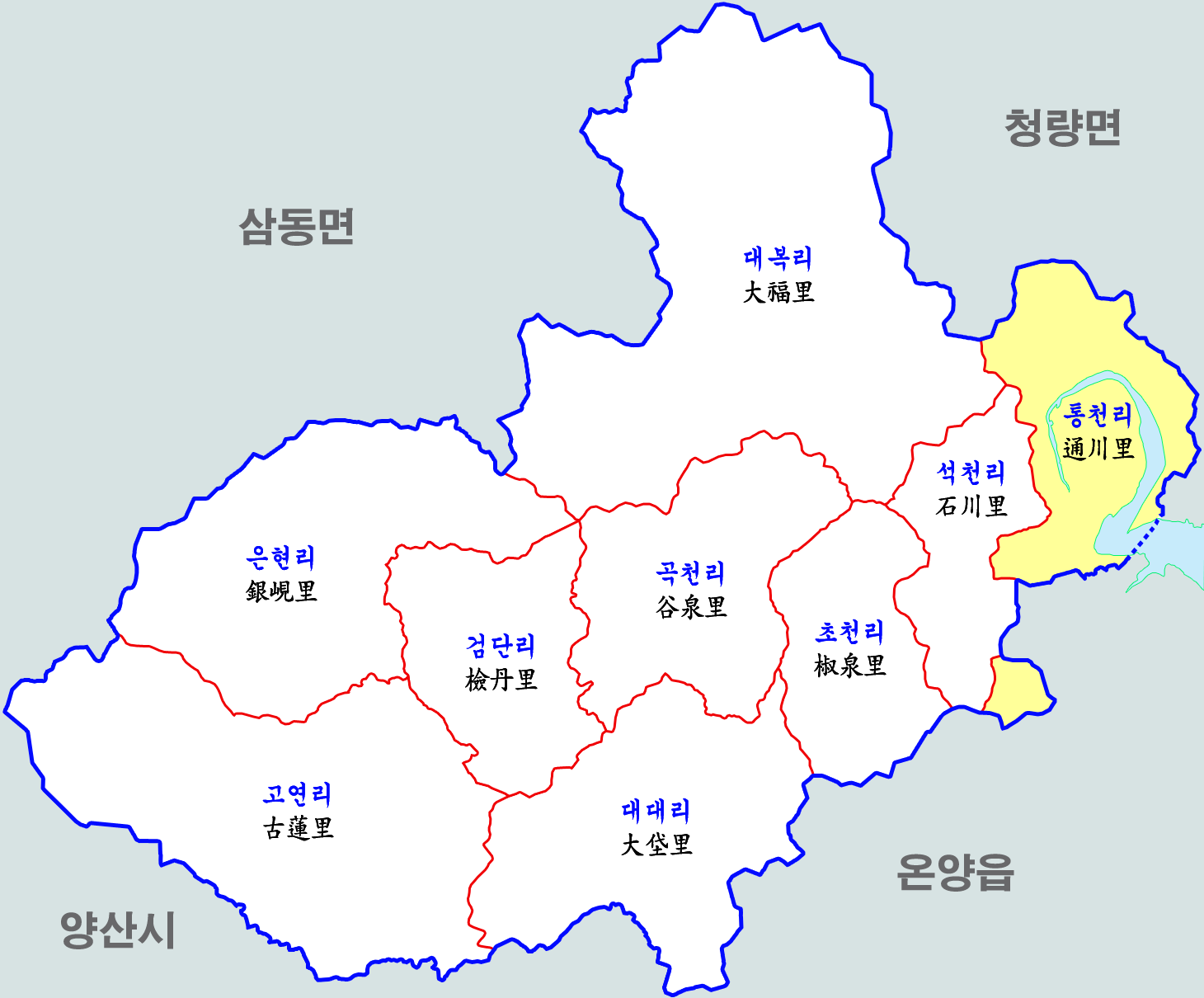
웅촌면의 행정구역

| 법정리 | 한자   | 세대  | 인구  |
| ------ | ------ | ----- | ----- |
| 초천리 | 椒泉里 | 108   | 245   |
| 석천리 | 石川里 | 121   | 318   |
| 곡천리 | 谷泉里 | 631   | 1,336 |
| 검단리 | 檢丹里 | 315   | 683   |
| 은현리 | 銀峴里 | 331   | 742   |
| 고연리 | 古蓮里 | 293   | 585   |
| 대대리 | 大垈里 | 382   | 814   |
| 통천리 | 通川里 | 19    | 58    |
| 대복리 | 大福里 | 1,551 | 4,904 |
| 웅촌면 | 熊村面 | 3,751 | 8,685 |

## 교육 기관
- 춘해보건대학교
- 울산미용예술고등학교
- 울산예술고등학교
- 웅촌중학교
- 울산검단초등학교
- 웅촌초등학교

## 교통 시설

### 도로
웅촌면을 남북으로 관통하는 국도 제7호선이 주요 도로이다. 그 외 대복리에서 삼동면을 경유하여 양산시 하북면을 연결하는 도로와 대대리에서 온양읍을 연결하는 도로가 있다.

## 웅촌면의회
웅촌면의회는 1952년부터 1961년까지 존속한 대한민국의 지방의회이다.
- 1952년 4월 25일 초대 면의원 선거 실시, 웅촌면의원 11명(대한독립촉성국민회11)이 선출되었다.
- 1956년 8월 8일 2대 면의원 선거 실시, 웅촌면의원 11명(자유당11)이 선출되었다.
- 1960년 12월 12일 3대 면의원 선거 실시, 웅촌면의원 11명이 선출되었다.
- 1961년 9월 1일 군사 정권에 의해 강제해산되었다.

## 같이 보기
- 웅상읍